# The Sims 4: Сдаётся
The Sims 4: Сдаётся (англ. The Sims 4: For Rent) – 15-е дополнение к компьютерной игре The Sims 4, выход которого состоялся 7 декабря 2023 года. Основная тема расширения — возможность строить многоквартирные дома и заселять туда разные семьи или самому жить в квартире и взаимодействовать с соседями и арендодателем. Подобный игровой материал уже встречался в дополнении к The Sims 2 — «Переезд в квартиру».
Несмотря на то, что сдаваемые квартиры появились ещё в «Жизни в городе» 2016 года выпуска, это были ненастраиваемые участки. Разработчики пришли к идее на этот раз создать полностью настраиваемый участок для аренды жилья. Разработка сопровождалась значительными трудностями и для разработчиков это стало самое трудное дополнение к The Sims 4. Так как разработчики стремятся расширить культурное разнообразие в игре, для этого дополнения был создан игровой мир, отсылающий к юго-восточной Азии. Многие из нынешних разработчиков родом из этого региона.
Игровые критики оставили смешанные отзывы дополнению. С одной стороны они похвалили качественно реализованную механику строительства арендуемых помещений, плавно встроенную в редактор строительства, с другой стороны ругали расширение за явный недостаток предоставленного игрового контента. По степени наполненности «Сдаётся» скорее соответствует игровому набору, нежели полноценному дополнению. Игровой мир Томоранг хоть и красивый, но является скорее пустой декорацией.

## Игровой процесс
В дополнении «Сдаётся» вводится деятельность владельца недвижимости и возможность арендовать жильё. Игрок может управлять симом, владеющим доходным домом и взымать плату с проживания у квартиросъёмщиков или же наоборот играть за жильцов, живущих в арендуемой квартире. «Сдаётся» принадлежит к типу DLC, которые расширяют социальную динамику между симами, аналогично например дополнениям «Веселимся вместе», «Старшая школа», «Жизненный путь» или «В Университете». 
Введённый вместе с дополнением тип участка — полностью настраиваемый многоквартирный дом, на котором возможно разместить несколько арендуемых домохозяйств и вместе с этим поселить несколько семей. Его можно построить в любом игровом мире. Домохозяйства могут быть как квартирами, так и таунхаусами или дуплексами. Игрок сам решает, как будет выглядеть его домохозяйство, будут ли это роскошные квартиры или трущобы. Для жителей доходного дома доступны уникальные взаимодействия: например, они могут подслушивать соседей, взламывать другие квартиры и проникать в них, жителей могут мучать шумные соседи, перебои с электричеством или постоянные поломки сантехники. Сим живущий в квартире рискует столкнуться с неадекватными соседями или наоборот с ними подружиться. Жители участка могут устраивать совместные мероприятия, например бассейные вечеринки или пиршества. 
Игрок, играющий за арендодателя берёт плату с квартиросъёмщиков, несёт ответственность за коммунальные услуги, ремонт и поведение квартиросъёмщиков, например он должен периодически устраивать проверки на наличие сломанных предметов, исправности водонагревателя и предохранителей. Плохое управление может спровоцировать бунт среди квартиросъёмщиков, наоборот добросовестное отношение повысит рентабельность жилья. Если арендодатель будет плохо справляться со своими обязанностями, в жилищах могут завестись насекомые или плесень. Плесень может привести к болезни и смерти персонажа. 
Дополнение вводит игровой мир — Томаранг, отсылающий к культурам Южно-Восточной Азии, в нём можно найти ночные рынки, принять участие в местных фестивалях. В городе можно найти ботанические сады, заповедник животных и дом с привидениями. Дополнение также добавляет коллекцию одежды и мебели в юго-восточном стиле и вводит некоторые элементы культуры народов из данного региона.
| Основной список расширений  | Описание |
| --------------------------- | --- |
| Главная тема дополнения     | Арендные отношения |
| Новый игровой мир           | Томоранг |
| Стиль нового игрового мира  | Юго-восточный город |
| Новый тип участка           | Съёмное жильё |
| Расширение геймплея         | Возможность снимать, арендовать помещение, взаимодействия с соседями, квартиросъёмщиками и арендодателями                                                 |
| Новые навыки                | — |
| Новые интерактивные объекты | Водонагреватель, мини-холодильник, батарея, скороварка, электрический чайник, надувной матрас, поле для игры в классики, игровые шарики, напольный унитаз |
| Фантастические элементы     | Домик для духов |
| Стиль мебели                | Юго-восточный, мебель из ротанга |
| Предметы коллекционирования | Шарики, Кисточки |
| Новый вид смерти            | Смерть от плесени |

## Разработка
При создании дополнения разработчики учитывали многочисленные пожелания игроков серии строить и жить в многоквартирных домах или селить на одном участке по несколько семей. Идея дополнения была предложена геймдизайнером Джессикой Крофт. Она заметила, что многие в команде разработчики снимали квартиры и для них общение с соседями и конфликты с арендодателями являются частью их повседневной жизни и данный опыт они хотели бы передать в игре. Создатели хотели изобразить все проблемы, связанные арендой жилья начиная с проблемных соседей, заканчивая строгими правилами и угрозами выселения, но по прежнему передать их через призму характерного для игры юмора, чтобы игрок по прежнему испытывал положительный игровой опыт.  
Дополнение также вводит впервые в истории франшизы карьеру арендодателя. Идея добавить арендодателя оставалась спорной и дискуссионной среди разработчиков на протяжении долгого времени. Связано это было с их негативным культурным восприятием в США по многим причинам, в том числе завышенным ценам на жильё. При работе над карьерой арендодателя разработчикам было важно показать, с какими неприятными последствиями столкнётся сим, пренебрегая потребностями квартиросъёмщиков. Тем не менее разработчики не хотели предавать принципам открытой песочницы, по прежнему позволяя игроку выступать в рожи злого арендодателя.  

### Игровой процесс

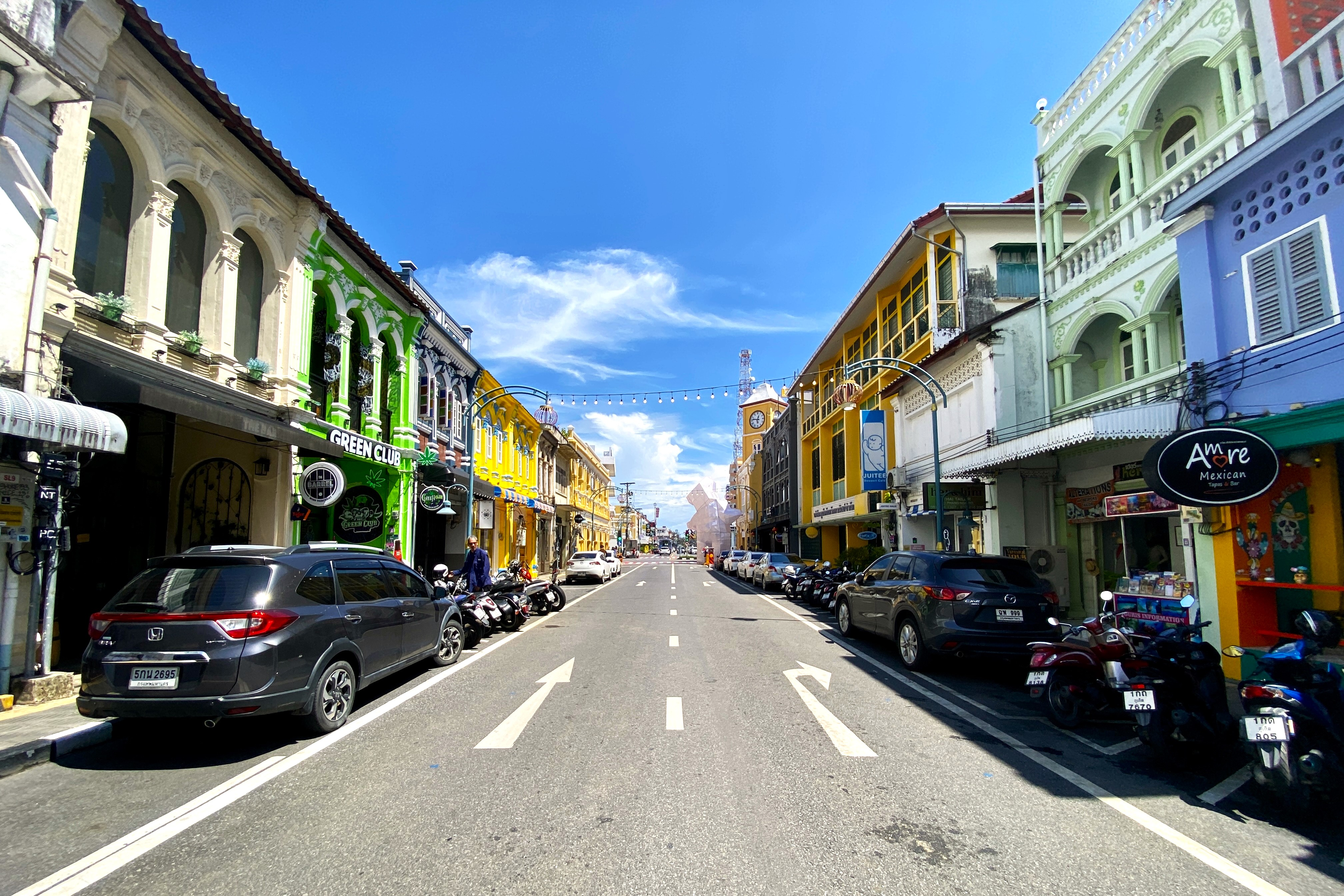
Улицы Пхукета, которыми в том числе вдохновлялись разработчики при создании Томоранга

Хотя многоквартирные дома появлялись в дополнениях «Жизнь в Городе» и «Экологичная Жизнь», разработчики хотели на этот раз создать полностью настраиваемую механику, позволяющую проявлять игрокам творческий подход при создании квартир. Игрок может как создать апартаменты в подвале, так и построить уютный дуплекс, стремиться создать дружественную атмосферу на участке или попытаться построить самые элитные квартиры. Количество доступных квартир на участке было решено ограничить шестью, или максимальным количеством 48 симов в здании. Комментируя обвинения в недостаточном количестве контента в последних DLC, в том числе в «Сдаётся», Джессика Крофт оспаривала это мнение, и заметила, что подобные утверждения вытекают от непонимания того, как ведётся разработка игры. Крофт заметила, что перед командой стояла задача создать гибкий и плавный инструмент по созданию многоквартирных домов и её реализация была невероятно сложной и долгой задачей. «Сдаётся» в итоге самым сложным для разработки дополнением. 
Доработка игрового процесса в режиме жизни касалась взаимодействия с соседями и создания чувства общности. Команда работала над дополнительной динамикой во взаимоотношении симов, подходящей в условиях жизни в многоквартирном участке, включая и отрицательные стороны и конфликты. Дополнение также стало возможностью добавить в The Sims 4 управляемую карьеру домовладельца, которую можно рассматривать, как игру в игре со своей конечной целью. Игрок не сможет издеваться над квартиросъёмщиками и без серьёзных последствий для своего персонажа. Разработка дополнения стала испытанием для команды, так как им потребовалось значительно доработать динамику взаимоотношении, также команда вложила значительные усилия в проработку инструментов строительства, чтобы игрок мог создавать многоквартирные участки в любом игровом мире и нововведения не были привязаны к одному игровому миру. Команда обращалась к опыту разработки дополнения «Переезд в квартиру» 2008 года к The Sims 2. В обоих дополнениях представлены полностью настраиваемые многоквартирные дома или таунхаусы на одном участке, однако если в «Жизни в Городе» основной упор делается городской ландшафт и жизнь в мегаполисе, то в «Сдаётся»  — на социальной динамике симов — соседей в пределах одного участка, однако в старом дополнении нет опции игры за арендодателя.

### Культура
При создании дополнения команда разработчиков хотела ввести игровой мир, вдохновлённый Юго-Восточной Азией, в частности Таиландом, Вьетнамом, Филиппинами и Индонезией. Томоранг сочетает в себе как верность традициям, так и современные элементы, он создавался, как небольшой, но наполненный жизнью мир, небольшие локации компенсировали высокой плотностью застройки. 
Для разработчиков было важно изобразить Томоранг достоверно и уважительно и наоборот избежать клишированное и экзотичное изображение, для чего команда нанимала консультантов по разнообразию, например американского рэпера азиатского происхождения Джейсона Чу. Также команда разработчиков обращалась к собственным знаниям, так как многие из них сами являются выходцами их Юго-Восточной Азии и им было приятно изобразить собственную культуру в игре. Они также заметили, что семья играет важную роль в культуре юго-восточной Азии и выходит за рамки американской нуклеарной семьи. Для восточной Азии обычна ситуация, когда родственники живут вблизи друг к другу, образуя крупные семейный общины и тематика дополнения отлично передавала подобную среду, чувство общности, которой так не хватает в базовой версии The Sims 4.

## Анонс и выход
Официальный анонс дополнения был сделан 2 октября 2023 года, тогда же и был выпущен трейлер к нему. Данному анонсу предшествовала серия информационных утечек с намёком на тему дополнения, связанную со сдачей квартир. 
Выход расширения состоялся 7 декабря 2023 года на платформах PlayStation 4, PlayStation 5, Xbox One, Xbox Series X/S, Windows и Mac OS, оно будет доступно для покупки в приложениях EA, Origin, Steam и Epic Games Store. Игроки, сделавшие предзаказ или купившие дополнения до 18 января 2024 года получали несколько дополнительных цифровых предметов.
В день выхода дополнения, EA Games организовала в Лондоне тематическое мероприятие, где можно было увидеть инсталляцию — вымышленное агентство по недвижимости Ландграабов. Вместе с выходом дополнения, также было выпущено бесплатное обновление, позволявшее отныне редактировать стены и окна на участках с квартирами из других дополнений, например «Жизнь в городе». 
Реакция игровых фанатов на анонс дополнения была неоднозначной, многие из которых указали на излишнее сходство расширения с «Жизнью в Городе», где также представлена возможность жить в многоквартирном доме с соседями, хотя подобная игровая механика выглядит в старом дополнении не такой проработанной. Многие фанаты сочли справедливым, что игровую механику многоквартирных домов можно было бы выпустить в доработанном виде в «Жизни в Городе» вместо того, чтобы посвящать ей отдельное дополнение за доплату. Другие игроки и вовсе обвиняли разработчиков в том, что они выпустили одно и то же дополнение, но немного в другой обёртке. Многие игроки также отреагировали положительно на анонс, в том числе замечая, что EA продолжает расширять культурное разнообразие во вселенной The Sims 4. 

## Музыка

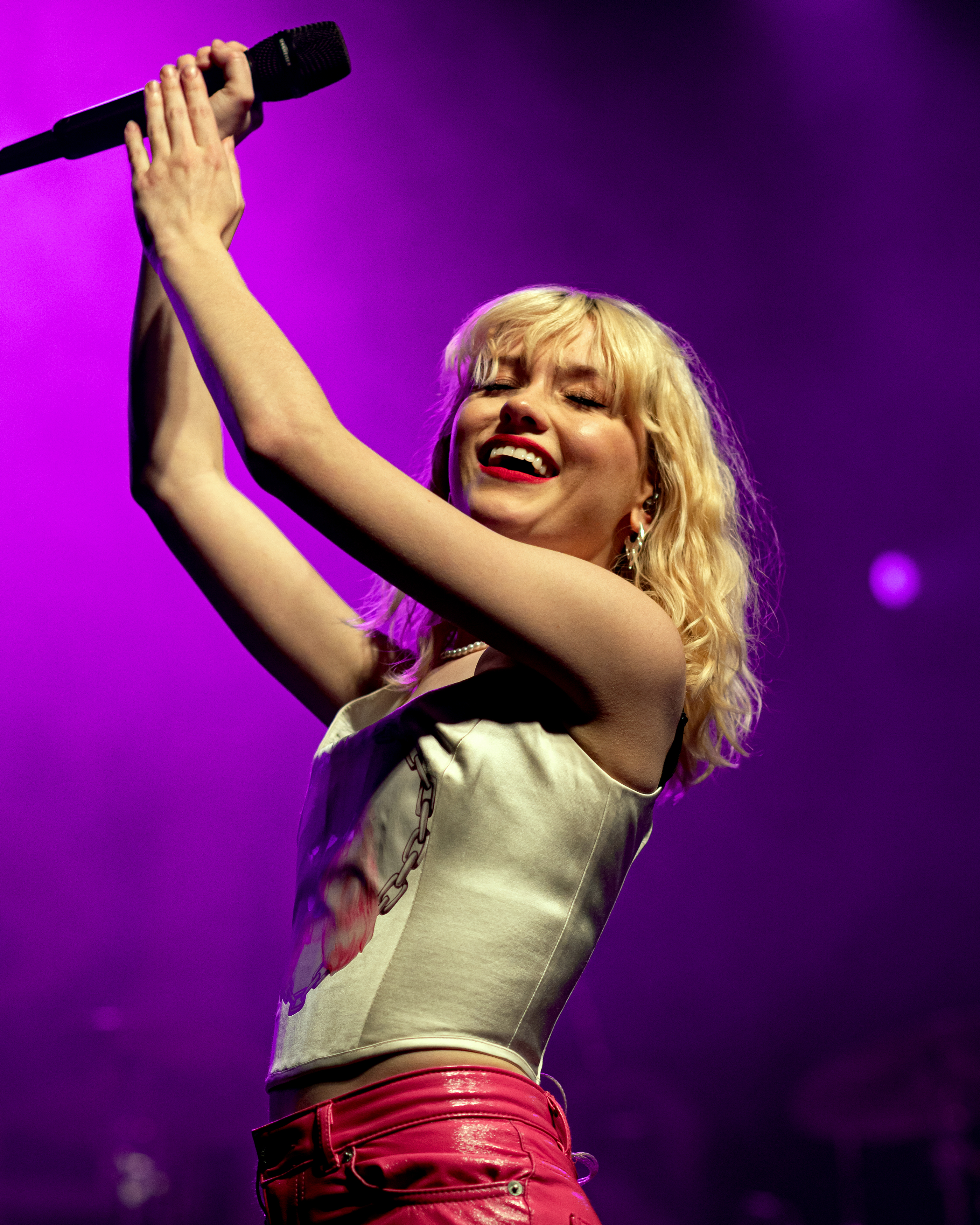
Мэйси Питерс

Для дополнения свои песни на симлише перезаписали певцы в разных музыкальных жанрах.
| №  | Название     | Автор(ы)     | жанр/звучит в? | Длительность |
| -- | ------------ | ------------ | -------------- | ------------ |
| 1. | «Candy Mind» | SYA ft SENNA | хип-хоп        | 3:06         |
| 2. | «BONG»       | OG BOBBY     | хип-хоп        | 4:09         |
| 3. | «Vivi Echo»  | SWABLEE FWA  | поп            | 3:26         |
| 4. | «Run»        | Мэйси Питерс | поп            | 2:50         |
| 5. | «Gome Zibe»  | WIYL J       | поп            | 3:34         |
| 6. | «Diane»      | Elmiene      | R&B            | 3:21         |
| 7. | «No Way»     | Debbie       | R&B            | 2:54         |
| 8. | «Blush Cut»  | Yunè Pinku   | электро        | 5:22         |

## Восприятие
| Сводный рейтинг    | Сводный рейтинг |
| Агрегатор          | Оценка          |
| ------------------ | --------------- |
| Metacritic         | 67/100          |
| OpenCritic         | 65/100          |
| Иноязычные издания |                 |
| Издание            | Оценка          |
| GGRecon            | [ 39 ]          |
| GamesHub           | [ 40 ]          |
| Screen Rant        | [ 41 ]          |
| CD-Action          | 5/10            |
| Digital Spy        | [ 43 ]          |

Реакция на дополнение среди игровых критиков была смешанной, со средней оценкой в 67 баллов из 100 возможных во версии агрегатора Metacritic. «Сдаётся» относится к тому типу дополнений, которое расширяет возможности базового игрового процесса.
Некоторые критики похвалили дополнение. Ава Томсон с сайта GGrecon оценила то, как «Сдаётся» расширило игровые возможности, связанные со взаимодействием симов и жизнью в квартире или апартаментах, то, как игра предоставила новые условия для конфликтов или дружбы между симами. Лия Уильямс с сайта Gameshub заметила, как механика арендного жилья позволяет симулировать множество уникальных жизненных ситуаций и добавлять новую динамику в виртуальную жизнь симов. The Sims 4 выглядит гораздо реалистичнее с возможностью жить в отдельном жилье, учитывая, что в таких условиях живёт значительная часть молодёжи и в том числе игроки The Sims. Томсон заметила, что без игровой механики арендного жилья, The Sims 4 больше не будет чувствоваться полноценной и «Сдаётся» просто обязательно иметь в базовой коллекции расширений.
Некоторые критики похвалили гибкую реализацию механики арендного жилья, позволяя создавать арендные участки любой формы и во всех игровых мирах или как выразился критик Screenrant — «возможность создать просто квартиру, дуплекс, множество крошечных домов или сарай на заднем дворе». Уильямс рассказала, как на своём участке создала несколько комнат для сдачи и наблюдала, как её игровой сим каждое утро конкурировал с новыми квартиросъёмщиками за душ и туалет. Она также заметила, как сдача квартиры может побудить игрока улучить собственный участок, например установление бассейна и гриля позволит устроить места встреч для квартиросъёмщиков. Критик отдельно оценила возможность узнавать тайны соседей, прокрадываясь в их квартиры, что напоминало у обозревательницы портативные игры The Sims из 2000-х годов. Критик сайта The Gamer оценила тот факт, что «Сдаётся» предоставляет новый способ развлечения для игроков, любящих мучить своих симов в роли злого арендодателя.
Журналисты Slate и The Guardian указали на актуальный культурный контекст, связанный с тематикой дополнения, упоминая назревающий кризис нехватки и дороговизны арендуемого жилья, с которым сталкивается большая часть миллениалов и поколения Z, в том числе и игроки The Sims. 
Другая часть игровых критиков оставила сдержанные отзывы. Основная претензия к дополнению была связанна с малым количеством предлагаемого игрового материала, а также обилием внутриигровых ошибок при выпуске дополнения. Например критик Digital Spy заметил, как соседи постоянно нарушали личное пространство сима и вторгались в его гостинную или кухню. По наполнению «Сдаётся» больше походит на игровой набор, как это было с «конным ранчо» или «Веселимся вместе». Критик Digital Spy назвал «Сдаётся» худшим расширением для The Sims 4 2023 года, с крайне интересной идеей, но неиспользованным потенциалом. Рецензент Screenrant указал на раздражающие экраны загрузки при переклюцении между комнатами, особенно при игре за арендодателя, которому требуется обхаживать квартиры для проверки. Критик также назвал коллекции одежды и мебели не особо впечатляющими в сравнение например со «Старшей школой».
Спорную оценку получил игровой мир Томоранг, некоторые критики называли его красивым и оценили то, как дополнение расширяет культурное разнообразие в The Sims 4. Одновременно Томоранг ощущается пустым. Например ночной рынок, заявленный создателями, как главная визитная карточка города — редко наполнен симами и выглядит, как пустая площадь с киосками, к тому же только три из 12 прилавков интерактивны. Новый игровой мир наполнен ненавистными игрокам «кроличьими норами». Томоранг по мнению критика ScreenRant представляет собой большие декорации, а не живой мир, что в целом это проблема для игровых миров The Sims 4.